# TOI-561
TOI-561 è una stella nella costellazione del sestante, distante 280 anni luce dal sistema solare. Attorno ad essa nel 2020 sono stati scoperti orbitare quattro pianeti extrasolari.

## Caratteristiche fisiche
TOI-561 è una stella un po' più piccola e fredda del Sole, di tipo spettrale G9V; la sua massa e il suo raggio sono rispettivamente l'81% e l'83% di quelli del Sole, mentre la sua temperatura superficiale è di 5326±64 K, caratteristiche che la pongono nella categoria delle nane arancioni. Pare molto più vecchia del Sole, la sua età è stimata in circa 10 miliardi di anni, ed è più carente di metalli, elementi più pesanti dell'idrogeno e dell'elio; la sua metallicità è infatti circa il 40% di quella del Sole.

## Sistema planetario

### Scoperta
La stella venne osservata dal telescopio spaziale TESS nel febbraio del 2019, che individuò, tramite il metodo del transito, tre pianeti. 
Successivamente fu osservata con lo strumento HARPS-N del Telescopio nazionale Galileo da Lacedelli e colleghi, che ne confermò due analizzando le variazioni della velocità radiale della stella, e sebbene non confermò il terzo, ne scoprì altri due con il metodo della velocità radiale. Nello stesso periodo un altro studio, di Weiss et al., ha indicato la presenza di soli 3 pianeti nel sistema. La discrepanza tra i due studi deriva dalla diversa interpretazione dei transiti osservata da TESS: Weiss conferma il transito rilevato dal telescopio spaziale di un pianeta con un periodo di 16 giorni che si sarebbe verificato nel mezzo di un vuoto di dati, mentre nell'analisi della velocità radiale di Lacedelli viene tralasciato questo segnale ma ne vengono riportati due aggiuntivi di 26 e 77 giorni.
Per evitare confusione nel database Exoplanet Archive della NASA il terzo pianeta rilevato da TESS e da Weiss viene indicato con la lettera "f", per distinguerlo dal pianeta "d" di Lacedelli, in quanto si tratta di pianeti dai parametri completamente diversi.

### Caratteristiche dei pianeti
La peculiarità del sistema di TOI-561 sono le caratteristiche fisiche del pianeta più vicino alla stella, TOI-561 b, una super Terra avente un raggio di 1,42 r⊕ e che orbita in appena 0,45 giorni a una distanza di 1,6 milioni di chilometri dalla stella, il che rende la sua superficie incandescente, con temperature attorno ai 2000 K. Secondo lo studio di Lacedelli e colleghi, la scoperta più anomala è l'aver rilevato un'inusuale bassa densità per un pianeta così vicino alla propria stella (circa 3 g/cm³), il che suggerisce che il suo nucleo, anziché di ferro e rocce, sia costituito in gran parte da un'enorme massa d'acqua ghiacciata sotto pressione. Gli altri tre pianeti del sistema hanno masse e raggi tipici dei nani gassosi: TOI-561 c orbita in poco meno di undici giorni con una massa 5,4 volte quelle della Terra, TOI-561 d e TOI-561 e hanno masse oltre dieci volte quella terrestre e orbitano rispettivamente in 26 e 77 giorni.
Riguardo al primo pianeta, la differenza più sostanziale tra i due studi è che la massa stimata da Weiss et al. è il doppio di quella indicata da Lacedelli e colleghi, per cui a parità di raggio ne deriva una densità simile a quella terrestre, e non così bassa come indicato nello studio di Lacedelli. Per quanto riguarda la temperatura di equilibrio del rovente pianeta interno, Weiss et al. riportano una temperatura di 2480 ± 200 K, e di 860 e 750 K rispettivamente per i pianeti c e d(f).
Nel 2022, un altro studio di Lacedelli et al. e uno di Brinkman et al. hanno confermato la presenza di quattro pianeti nel sistema, suggerendo anche la presenza di un quinto pianeta con un'orbita di 473+36
−25 giorni, un semiasse maggiore di 1,1+0,6
−0,4 au e una massa attorno alle 20 masse terrestri, ossia poco superiore a quella di Nettuno.
Tutti i quattro pianeti sono troppo caldi per essere potenzialmente abitabili, anche TOI-561 e, il più esterno, riceve cinque volte la radiazione che riceve la Terra dal Sole, e la sua temperatura di equilibrio è di 415 K. Al contrario, l'eventuale quinto pianeta con periodo di 473 giorni sarebbe situato nella zona abitabile della stella.
Un altro studio del 2024 eseguito con osservazioni tramite CHEOPS e TESS ha ridefinito leggermente le caratteristiche dei quattro pianeti confermati, indicando anche un periodo di 433 giorni per il quinto pianeta, il gigante gassoso non confermato situato nella zona abitabile.
Prospetti del sistema
Sotto, un prospetto del sistema di TOI-561..
| Pianeta | Tipo            | Massa         | Raggio   | Densità   | Periodo orb.      | Sem. maggiore | Eccentricità | Incl. orbita | Scoperta |
| ------- | --------------- | ------------- | -------- | --------- | ----------------- | ------------- | ------------ | ------------ | -------- |
| b       | Super Terra     | 2,02±0,23 M⊕  | 1,397 r⊕ | 4,1 g/cm³ | 0,4465697 giorni  | 0,01064 UA    | 0            | 87,0°        | 2020     |
| c       | Mininettuno     | 5,93±0,067 M⊕ | 2,865 r⊕ | 1,3 g/cm³ | 10,778838 giorni  | 0,0889 UA     | 0,023        | 89,61°       | 2020     |
| d       | Mininettuno     | 13,33±0,98 M⊕ | 2,615 r⊕ | 4,1 g/cm³ | 25,71268 giorni   | 0,1587 UA     | 0,111        | 89,51°       | 2020     |
| e       | Mininettuno     | 12,4±1,4 M⊕   | 2,517 r⊕ | 4,3 g/cm³ | 77,144 giorni     | 0,33 UA       | 0,06         | 89,75°       | 2020     |
| f *     | Gigante gassoso | 19,1±2,7 M⊕   | —        | —         | 433+20 −18 giorni | 1,043 UA      | 0,083        | —            | 2020     |

*Confermato per l'enciclopedia dei pianeti extrasolari, non confermato per il NASA Exoplanet Archive.